# Ben Bril
Ben Bril est un boxeur, arbitre de boxe et rescapé de la Shoah néerlandais de confession juive né le 16 juillet 1912 et mort le 11 septembre 2003. 

## Biographie
Il participe aux Jeux olympiques d'Amsterdam en 1928, accédant aux quarts de finales. Bril n'est pas appelé en équipe nationale pour les jeux de 1932, victime d'antisémitisme, puis décline sa sélection pour ceux de 1936 en Allemagne. Il est par ailleurs huit fois champion des Pays-Bas de boxe amateur.
Pendant la seconde guerre mondiale, Ben Bril est dénoncé par Sam Olij, boxeur, porte-drapeau des Pays-Bas aux Jeux olympiques d'Amsterdam et collaborateur nazi. Il est déporté avec toute sa famille. Seul Ben, sa femme et leur fils en reviendront.
Après-guerre, il devient arbitre international, participant aux Jeux de 1964, 1968 et 1976.

## Référence
1. ↑  (en) Ben Bril: The Dutch Jewish boxing champion sent to Nazi camps by Olympic team-mate (bbc.com)